# Sørvágur
Sørvágur (dánul: Sørvåg) település Feröeren, Vágar délnyugati részén. Közigazgatásilag Sørvágur községhez tartozik. Itt található a szigetcsoport egyetlen repülőtere, a Vágari repülőtér.

## Földrajz

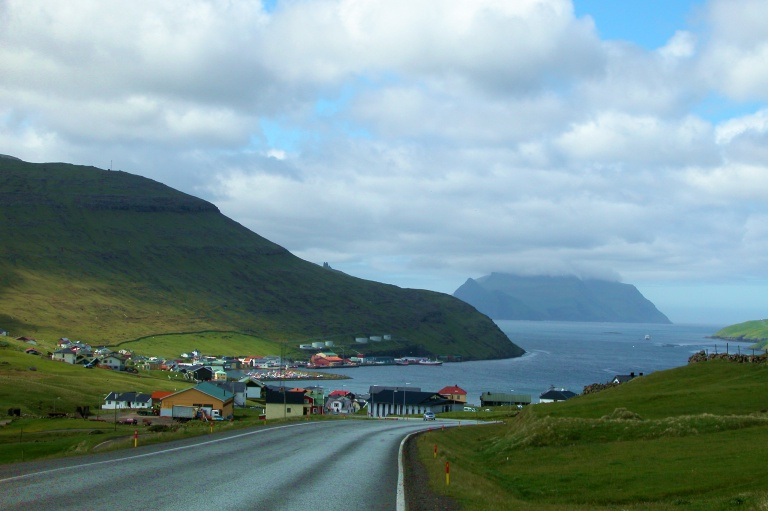
Sørvágur és a Sørvágsfjørður, a
háttérben Mykines szigete

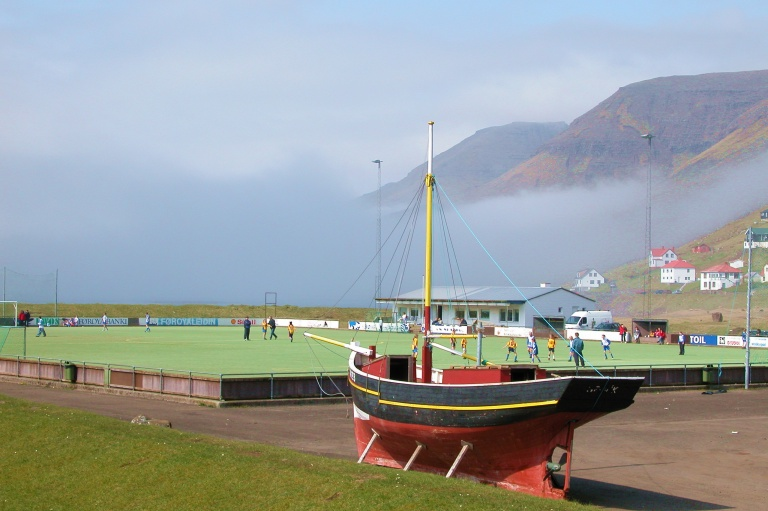
A Sørvágur stadion, a 07 Vestur hazai pályája

A település a Sørvágsfjørður nevű fjord végénél fekszik, amely egyben a leszállóútvonalat is jelenti a Vágari repülőtérre érkező gépek számára.

## Történelem
A terület már 1000 körül lakott volt. Első írásos említése az 1350-1400 között írt Kutyalevélben található.
A második világháború alatt, amikor 1942-1944 között megépítették a repülőtér kifutópályáját, 5000 angol élt Sørvágur területén. Táboruk maradványai ma is megtalálhatók a településtől délre.
A faluban működik a Sørvágs Bygdasavn nevű helytörténeti gyűjtemény.

## Népesség
| Év              | Lakosság |
| --------------- | -------- |
| 1986. január 1. | 976      |
| 1991. január 1. | 985      |
| 1996. január 1. | 887      |
| 2001. január 1. | 907      |
| 2006. január 1. | 959      |

## Gazdaság
A település legfontosabb gazdasági ágazata a halászat és halfeldolgozás, de a repülőtér is fontos foglalkoztató. 1952-ben alapították a halfiléző üzemet, amely az első volt Feröeren, és később számos másik követte. Itt található a Hotel Vágar, valamint jó vásárlási lehetőségekkel is rendelkezik a település.

## Közlekedés
Itt található a szigetcsoport egyetlen repülőtere, a Vágari repülőtér. Viszonylag nagy kikötője a halászflotta mellett a Mykinesre közlekedő kompot is fogadja.
A település Vágar főútvonala mentén fekszik, amely nyugat felé Gásadalurig tart, kelet felé pedig a Vágatunnilinen keresztül a szigetcsoport többi szigete felé biztosít kapcsolatot. A közösségi közlekedést a Bøur és Tórshavn között közlekedő 300-as busz biztosítja.
A településen található egy Statoil benzinkút.

## Sport
A település labdarúgócsapata az SÍ Sørvágur és más vágari csapatok egyesülésével létrejött 07 Vestur, amely a Sørvágur stadionban játszik.